# Torre Mapfre
Torre Mapfre je mrakodrap v Barceloně. Má 44 podlaží a výšku 154 metrů, dělí se tak společně s nedalekou budovou Hotel Arts o post nejvyšší budovy města. Stojí na pobřeží v bezprostřední blízkosti přístavu a pláží. Jeho adresa je Carrer de la Marina 16 - 18. Navrhli jej architekti Iñigo Ortiz a Enrique de León. Výstavba probíhala v letech 1991 – 1992. S výškou 154 m drží mrakodrap rekord pro nejvýše umístěný helipad ve Španělsku.